# Ramiro da Cartucheira
Ramiro Matildes Siqueira (Jaboticatubas, 1947 – Goiânia, 10 de agosto de 1981) foi um ladrão e assassino em série brasileiro. Conhecido pela alcunha de Bandido da Cartucheira e também por Ramiro da Cartucheira, foi acusado de 54 crimes, incluindo pelo menos 15 assassinatos e 3 estupros. As frequentes aparições na crônica policial, mandados de prisão em três estados e a crueldade de seus atos o tornaram personagem de lendas urbanas, principalmente no interior de São Paulo.

## História
Era considerado um homem pacato, mas ganhou notoriedade na década de 70 pelos seus crimes. Por usar espingardas do tipo cartucheira ganhou o apelido de Ramiro da Cartucheira. Acusado de 54 crimes, entre assassinatos, estupros e assaltos, matou a pauladas algumas de suas vítimas, ao invés de usar a famigerada cartucheira.[carece de fontes?]
Causou pânico e histeria no meio rural pelos vários latrocínios que cometeu na época. Algumas mortes na capital Mineira chegaram a ser atribuídas a ele, mas logo a polícia prendeu os verdadeiros autores dos assassinatos e perceberam então que a notícias das mortes na época não tinham nada a ver com Ramiro. Na verdade não passavam de mera especulação da imprensa.[carece de fontes?]
Ramiro da Cartucheira já era uma lenda em Minas quando começaram a aparecer novos assassinatos na cidade de Goiânia, todos eles da mesma forma, tiros de cartucheiras no peito. Famílias inteiras foram mortas em algum de seus crimes, até que a polícia mineira começou a caçada ao assassino pelas várias cidades percorridas por ele e conseguiram prendê-lo em Corumbaíba, cidade do interior de Goiás.[carece de fontes?]
Curiosamente, um agente do senso do IBGE chegou até um casebre e foi recebido a tiros, de Ramiro da Cartucheira. O mesmo agente do IBGE escapou dos tiros ileso e foi até à delegacia delatar o fato. Daí chegaram até Ramiro.[carece de fontes?]
Na época, o Juiz que o julgou, Dr. Benedito do Prado, tentou interrogá-lo a sós no seu próprio gabinete, perguntando ao acusado se ele era louco ou coisa parecida. Ele logo respondeu: "Se ocês quiserem me mandar pro hospital de loucos como fizeram comigo em Betim, eu mato todos os loucos que estiverem lá a pauladas".[carece de fontes?]
No seu julgamento foi muito difícil formar um júri para mandar Ramiro pra cadeia. Ninguém queria nem olhar para ele, de medo. Seu próprio advogado de defesa disse que o sujeito exalava péssimos fluidos. Mesmo assim conseguiram julgá-lo e condená-lo. Na sentença ele mesmo disse em tom sarcástico: "somando tudo deve de dar uns 135 anos, vou pagar alguns o restante vocês pagam pra mim".[carece de fontes?]
Foi encontrado morto em 1981 em sua própria cela. Disseram na época que ele teve um ataque cardíaco.[carece de fontes?]